# Das Haus an der Küste
Das Haus an der Küste ist ein deutsch-jugoslawisch-österreichisches Filmdrama aus dem Jahre 1953 mit Sybille Schmitz und René Deltgen in den Hauptrollen.

## Handlung
Die verwitwete Anna lebt mit ihrer Tochter Marina an der dalmatinischen Küste im damaligen Jugoslawien. Der Schmuggler Beppo, ein ziemlich rauer Zeitgenosse, möchte unbedingt Marina heiraten, die sich allerdings in den Arzt Dr. Branko Illic verliebt hat. Auch Anna hat auf den schmucken Mediziner ein Auge geworfen. Bald entbrennt ein Streit zwischen Mutter und Tochter um den begehrten Arzt. Als eines Tages Anna und Beppo gemeinsam mit dem Boot aufs Meer hinausfahren, kehrt die Frau in den mittleren Jahren nicht mehr zurück. Offensichtlich, so scheint es, hat der rüde Schmuggler Anna umgebracht, doch geschickt lenkt er den Verdacht auf Marina, die er als Ehefrau nicht haben kann.
Annas Tochter kommt vor Gericht und wird wegen Mordes verurteilt, obwohl die Leiche Annas nie gefunden wurde. Als Marina nach dem Verbüßen der Strafe ins Haus an der Küste zurückkehrt, ist die junge Frau vollkommen überrascht, ihre totgeglaubte Mutter putzmunter anzutreffen. Marina ist das Opfer einer Intrige ihrer eigenen Mutter geworden. Es kommt zu einer lautstarken Auseinandersetzung zwischen Mutter und Tochter, bei der Anna stürzt und auf die Gleise vor einen heranfahrenden Zug gerät, der sie überrollt. Nach dem Tode Annas können Marina und Dr. Illic endlich ihr gemeinsames Leben beginnen.

## Produktionsnotizen
Das Haus an der Küste entstand ohne Atelieraufnahmen im Sommer 1953 in Dubrovnik bzw. Dalmatien (Jugoslawien) und passierte die Zensur am 21. Dezember 1953. Am 22. Januar 1954 wurde der Film erstmals in Deutschland (Oberhausen) gezeigt. Die Berliner Premiere war am 6. August 1954.
Karl Schwetter war einer von vier Produktionsleitern.
Für Sybille Schmitz war dies die letzte Filmrolle.

## Kritik
Im Lexikon des Internationalen Films heißt es: „Ein solide gespieltes, gut fotografiertes Melodram ohne Anspruch auf Wahrscheinlichkeit. Trotz interessanter Details fehlt es dem Film entschieden an Spannung.“